# بابلو هيريديا
بابلو هيريديا (بالإسبانية: Pablo Heredia)‏ هو لاعب كرة قدم أرجنتيني، ولد في 11 يونيو 1990 في مدينة ريو غراندي، تييرا ديل فويغو في الأرجنتين. لعب مع نادي أتليتيكو بيلغرانو.

## وصلات خارجية
- بابلو هيريديا على موقع قاعدة بيانات كرة القدم.إي يو (الإنجليزية)
- بابلو هيريديا على موقع Soccerway.com (الإنجليزية)